# قرن لحوري (حورة)
'

تعديل مصدري - تعديل

قرن لحوري هي إحدى قرى عزلة حوره بمديرية حورة التابعة لمحافظة حضرموت، بلغ تعداد سكانها 23 نسمة حسب تعداد اليمن لعام 2004.